# Gallo pinto
Le gallo pinto ou gallopinto est un plat traditionnel d'Amérique centrale. Constitué de riz et de haricots comme base, ce mets a une longue histoire et est important pour l'identité et les cultures nicaraguayennes et costariciennes, tout comme les variations de riz et de haricots sont également importantes dans de nombreuses cultures d'Amérique latine.
Les haricots du gallo pinto sont rapidement cuits jusqu'à ce que l'eau ait été presque totalement absorbée, puis combinés avec du riz préparé et d'autres ingrédients tels que des poivrons cuits, des oignons hachés et de l'ail.

## Étymologie
Gallo pinto signifie « coq tacheté » en espagnol. Ce nom proviendrait de l'aspect multicolore ou moucheté qui résulte de la cuisson du riz avec des haricots noirs ou rouges. Le terme peut également être raccourci selon les régions.

## Histoire
L'origine exacte de ce plat est incertaine et contestée. Le Nicaragua et le Costa Rica le revendiquent tous deux, et son origine est un sujet de controverse entre les deux pays,,.
Le gallo pinto est l'un des nombreux plats latino-américains qui impliquent la préparation des ingrédients les plus importants pour de nombreuses cultures : le riz et les haricots. Le gallo pinto est considéré comme un produit des métis ; une combinaison de haricots, cultivés par les peuples indigènes de l'époque précolombienne, et de riz, une céréale introduite par les Espagnols. La cuisson et la préparation sont fortement influencées par la cuisine africaine,.
Le riz, originaire d'Asie, a été introduit par les Arabes en Espagne et est devenu un ingrédient principal mais polyvalent aux XVe et XVIe siècles. Avec la colonisation des Amériques, les Espagnols ont rapidement introduit le riz au Mexique et en Amérique du Sud. Il est suggéré qu'au cours du XVIIIe siècle, la culture du riz est devenue pertinente en Amérique centrale. Le riz asiatique a été cultivé par les Africains au Néolithique, et avec leur arrivée aux Amériques comme esclaves par les Européens, ils étaient déjà habitués à manger du riz. Il en a été de même pour les haricots, qui étaient cultivés des siècles auparavant aux Amériques. Lors de leur voyage vers l'Amérique, les esclaves recevaient des bols et une cuillère en bois dans lesquels ils mangeaient deux fois par jour. Ils mangeaient principalement des haricots et du riz européen ou africain, ainsi que du maïs, des ignames, du manioc et des biscuits.
Au fur et à mesure que les Africains étaient contraints de s'installer sur le continent, diverses formes de riz et de haricots ont commencé à voir le jour. Comme les Amériques comptaient de nombreux types de haricots cultivés par les populations indigènes, ils ont donné lieu à toute une série de plats lorsqu'ils étaient combinés au riz.